# Mystery Disc
Mystery Disc kompilacijski je album američkog glazbenika Franka Zappe, koji izlazi postumno u rujnu 1998.g. Na albumu se nalaze skladbe koje su u originalnom izdanju izašle na Old Masters box setovima iz 1985. i 1987. (Ovi box setovi sadrže skraćene Zappine albume Freak Out! (1966.) i Zoot Allures (1976.), najprije kao 'Mystery Disc', a potom kao box set 1 i 2. Na CD-u su izostavljene dvije skladbe koje se nalaze na box setu, "Why Don'tcha Do Me Right?" i "Big Leg Emma", obje se mogu naći na CD verziji albuma Absolutely Free (1967.)
Snimke koje su zapisane na Mystery Discu dolaze iz Zappine rane karijere koje su napravljene između 1962. i 1969. Materijal se isprepliće s albumima You Can't Do That on Stage Anymore, Vol. 5 (1992.), Ahead of Their Time (1993.) i The Lost Episodes (1996.) Nekoliko ranije izdanih skladbi, "I Was a Teen-Age Malt Shop", "The Birth of Captain Beefheart" i "Metal Man Has Won His Wings", sve su snimljene 1964. i na njima glavni vokal izvodi Captain Beefheart.

## Popis pjesama
Sve pjesme napisao je Frank Zappa, osim gdje je drugačije naznačeno.
1. "Theme from Run Home Slow" – 1:23
2. "Original Duke of Prunes" – 1:17
3. "Opening Night at "Studio Z" (Collage)" – 1:34
4. "The Village Inn" – 1:17
5. "Steal Away" (Jimmy Hughes) – 3:43
6. "I Was a Teen-Age Malt Shop" – 1:10
7. "The Birth of Captain Beefheart" – 0:18
8. "Metal Man Has Won His Wings" – 3:06
9. "Power Trio from The Saints 'n Sinners" – 0:34
10. "Bossa Nova Pervertamento" – 2:15
11. "Excerpt from The Uncle Frankie Show" – 0:40
12. "Charva" – 2:01
13. "Speed-Freak Boogie" – 4:14
14. "Original Mothers at The Broadside (Pomona)" – 0:55
15. "Party Scene from Mondo Hollywood" – 1:54
16. "Original Mothers Rehearsal" – 0:22
17. "How Could I Be Such a Fool?" – 1:49
18. "Band introductions at The Fillmore West" – 1:10
19. "Plastic People" (Richard Berry, Zappa) – 1:58
20. "Original Mothers at Fillmore East" – 0:50
21. "Harry, You're a Beast" – 0:30
22. "Don Interrupts" – 4:39
23. "Piece One" – 2:26
24. "Jim/Roy" – 4:04
25. "Piece Two" – 6:59
26. "Agency Man" – 3:25
27. "Agency Man (Studio Version)" – 3:27
28. "Lecture from Festival Hall Show" – 0:21
29. "Wedding Dress Song/The Handsome Cabin Boy" (Trad., arr. Zappa) – 2:36
30. "Skweezit Skweezit Skweezit" – 2:57
31. "The Story of Willie the Pimp" – 1:33
32. "Black Beauty" – 5:23
33. "Chucha" – 2:47
34. "Mothers at KPFK" – 3:26
35. "Harmonica Fun" – 0:41

Na originalnom 'mystery discs' izdanju skladbe su poredane ovako:
- Mystery Disc #1: skladbe 1–20, plus "Why Don'tcha Do Me Right?" i "Big Leg Emma"
- Mystery Disc #2: skladbe 21–35

## Vanjske poveznice
Informacije na Lyricsu
- Detalji o izlasku:
  - as Mystery Disc
  - as part of The Old Masters box set